# Théodore Trithyrius
Théodore Trithyrius, plus communément appelé sous le nom de Théodore le Sacellaire, est trésorier au service de l'État byzantin (sacellaire) et un commandant militaire durant les dernières années du règne de l'empereur byzantin Héraclius. Il fait partie des généraux byzantins engagés dans la contre-attaque byzantine contre les incursions musulmanes en Syrie et en Palestine en 636. Du fait de sa fonction de trésorier, sa présence au sein de cette armée pourrait être liée à la volonté d'Héraclius d'assurer la paie des soldats et d'entretenir leur moral. Il est notamment présent lors de la bataille du Yarmouk, aux côtés du général Vahan, général en chef des forces byzantines, avec qui il semble entretenir de mauvaises relations. Cela participe au manque de cohésion de l'armée byzantine, lourdement mise en déroute lors de cet affrontement dans lequel Théodore périt.